# Историја Обале Слоноваче
Није много тога познато о Обали Слоноваче из периода пре доласка европских бродова 1460-тих година. Главне етничке групе су се населиле не тако давно из суседних подручја. Народ Кру је мигрирао из Либерије око 1600. Сеноуфо и Лоби мигрирали су према југу из Буркине Фасо и Малија. Тек у 18. и 19. веку народ Акан, укључујући Баоуле, мигрирао је из Гане у источне делове земље, а Малинке народ је мигрирао из Гвинеје у северозападни део земље.
До колонијалног доба није постојала никаква државна организација на југу Обале Слоноваче. На северу земље се од 11. до 13. века појавио утицај сахелских краљевстава, као што је Краљевина Мали. У исто време овде се појавио ислам и то путем трговачких веза и ратних похода. 
Португалци су од 15. века трговали са приморским племенима, али од 17. века их потискују Французи. Обала Слоноваче је француска колонија од 1893. У поређењу са суседном Ганом, Обала Слоноваче није претрпела пуно трговином робља.
Први председник Обале Слоноваче после стицања независности 7. августа 1960. био је Феликс Уфуе-Боањи (Félix Houphouët-Boigny), бивши фармер какаоа, синдикални вођа и први министар у Влади Француске афричког порекла. У то време земља је била економски најнапреднија земља западне Африке, која је била прва у свету по производњи какаоа и трећа по производњи кафе. Земља је привукла многе европске стручњаке, а привредни раст је дуго износио близу 10% годишње. Уфуе-Боањи је земљом владао у једнопартијском систему. Своје родно село Јамусукро је изградио и прдевидео да се главни град премести на ову локацију у центру земље, што се остварило 1983. У етнички и религијски подељеној земљи трудио се да не фаворизује ниједну заједницу. Преминуо је 1993. 
Нови председник Анри Конан Бедије заоштрио је међуетничке односе у земљи, у коју су се традиционално досељавали људи из суседних земаља. Забранио је свом ривалу са севера земље, Аласану Уатари (Alassane Ouattara) да се кандидује за председника, јер наводно није имао држављанство Обале Слоноваче. Бедијеа су са власти сменили незадовољни официри предвођени генералом Робером Гвејем. 
На изборима 2000. за председника је изабран Лоран Багбо (Laurent Gbagbo) који је тиме окончао војну власт. Врховни суд је из избора поново дисквалификовао Аласана Уатару. Ово је изазвало протесте његових присталица са севера земље са полицијским снагама у престоници Јамасукру. Септембра 2002. избила је побуна у више градова. Војска је осигурала Абиџан, али је изгубила контролу над севером земље. Ту су се учврстили побуњеници са центром у граду Буаке. Француске снаге су помогле режиму у Абиџану да се одбрани од претњи са севера. Аласан Уатара се склонио у француску амбасаду, јер му је спаљена кућа. Тиме је започео грађански рат у земљи између севера и југа. Иако се већина борби окончала до краја 2004, земља је остала подељена. 
Избори за председника земље су коначно организовани крајем 2010. на целој територији земље и под међународним надзором. У другом кругу 21. новембра 2010, гласало се између актуелног председника Лорана Багбоа (чији је легални мандат истекао 2005) и Аласана Уатаре. Изборна комисија је 2. децембра потврдила да је победио Уатара односом гласова 54% према 46%. Уставно веће је поништило ове резултате, затворило границе земље, и прогласило Багба за победника избора. После вишемесечног двовлашћа, и сукоба у којима је погинуло више од 1000 људи, Лоран Багбо се предао.